# Década de 1780 nos Estados Unidos
Esta é uma cronologia de década de 1780 nos Estados Unidos.

## 1780
- 1 de março: A Pensilvânia torna-se o primeiro estado americano a abolir a escravidão.[1]
- 4 de maio: O Congresso norte-americano cria o primeiro selo oficial da Marinha dos Estados Unidos.[2]
- 12 de maio: General Benjamin Lincoln do Exército Continental rende-se às tropas britânicas Charleston, na Carolina do Sul, no Cerco de Charleston.[3]
- 15 de junho: A constituição de Massachusetts é ratificada pelo Congresso Continental.
- 11 de julho: A Força Expedicionária Francesa, comandanda pelo tenente-general Jean-Baptiste Donatien de Vimeur, desembarca em Newport, Rhode Island.[4][5]
- 29 de setembro: Major britântico John André é condenado por espionagem.[6]
- 2 de outubro: Major britânico John André é enforcado em Tappan, Nova Iorque.[6][7]

## 1781
- 1 de março: Os Artigos da Confederação, a primeira constituição dos Estados Unidos, são ratificados pelo Congresso Continental.[1][4][8]
- 26 de maio: O Banco da América do Norte (Bank of North America) é incorporado em Filadélfia pelo Congresso dos Estados Unidos.
- 4 de setembro: Los Angeles é fundada por um grupo de 44 colonos espanhóis como o nome El Pueblo de Nustra Señora La Reina de Los Ángeles de Porciuncula.[8]
- 19 de outubro: Forças britânicas, comandadas pelo General Charles Cornwallis, rendem-se em Yorktown, Virgínia, terminando a Batalha de Yorktown.[8][9][10][11]
- 5 de novembro: John Hanson é eleito o Presidente do Congresso Continental.

## 1782
- 19 de abril: Os Países Baixos reconhecem a independência dos Estados Unidos.[8][12]
- 20 de junho: A águia-de-cabeça-branca (Bald Eagle) é adotada pelo Congresso norte-americano como o símbolo nacional e a ave nacional dos Estados Unidos. O Grande Selo dos Estados Unidos é criado pelo Congresso Continental.[13]
- 8 de outubro: Os Estados Unidos e os Países Baixos assinam um tratado de comércio e amizade.[8]
- 30 de novembro: Os representantes dos Estados Unidos e da Grã-Bretanha assina o tratado de paz, pondo um fim a Guerra da Independência Americana.[10][14][15][16]

## 1783
- 20 de janeiro: Representantes da França, Inglaterra e novos Estados da União assinam em Paris um Tratado de Paz que põe fim à Guerra de Independência dos Estados Unidos.[17][18]
- 4 de fevereiro: A Grã-Bretanha declara formalmente o fim da guerra contra a sua antiga colônia, o Estados Unidos.[17][19]
- 25 de fevereiro: A Dinamarca reconhece a independência dos Estados Unidos.[20]
- 24 de março: A Espanha reconhece a independência dos Estados Unidos.[21]
- 15 de abril: O tratado de paz entre os Estados Unidos e a Grã-Bretanha é ratificado pelo Congresso Continental, terminando a Guerra da Independência Americana com a Grã-Bretanha.[17][19][22]
- 3 de setembro: O Tratado de Paris é assinado pelos representantes dos Estados Unidos e da Grã-Bretanha, terminado oficialmente a Guerra Revolucionária Americana.[8][16][17][23]
- 3 de setembro: A Grã-Bretanha reconhece a independência dos Estados Unidos.[11]
- 25 de novembro: Os últimos soldados britânicos nos Estados Unidos são evacuados da cidade de Nova Iorque.[24]

## 1784
- 14 de janeiro: O Congresso Continental ratifica o Tratado de Paris de 1783 com a Grã-Bretanha, em Annapolis, Maryland, terminando oficialmente a Revolução Americana.[19][25][26]
- 23 de abril: O Congresso dos Estados Unidos aprova a Lei Noroeste de 1784 (Northwest Ordinance of 1784).[26][27]
- 2 de junho: Nova Hampshire adota a nova constituição do estado.[28]
- 25 de dezembro: A Igreja Metodista Episcopal (Methodist Episcopal Church) é fundada por Thomas Coke e Francis Asbury.[29]

## 1785
- 27 de janeiro: A Universidade da Geórgia é fundada e torna-se a primeira universidade do estado americano.[30][31]
- 4 de março: A Cidade de Nova Iorque torna-se a capital dos Estados Unidos.[26]
- 20 de maio: A Ordenança de Terra de 1785 (Land Ordinance of 1785) é aprovada pelo Congresso dos Estados Unidos.[32]
- 3 de junho: O Congresso dos Estados Unidos autoriza a venda de último navio norte-americano da Marinha Continental, a fragata USS Alliance.[16]
- 6 de julho: O Congresso dos Estados Unidos cria um sistema monetária, adotando o dólar como a moeda oficial dos Estados Unidos.[33]
- 10 de setembro: Um tratado de comércio é assinado entre os Estados Unidos e a Prússia.[32]
- 7 de novembro: Inicia a sétima sessão do Congresso Continental na cidade de Nova Iorque.[34]
- 14 de novembro: A convenção do Tennessee adota uma constituição do Estado.[35]

## 1786
- 16 de janeiro: A Assembleia da Virgínia adota um estatuto pela liberdade religiosa, escrito por Thomas Jefferson.[36][37][38]
- 25 de janeiro: John Adams conclui um tratado de amizade e paz com Marrocos.[38]
- 7 de novembro: A mais antiga organização musical dos Estados Unidos (Stoughton Musical Society) é fundada.
- 3 de novembro: Termina a sétima sessão do Congresso Continental na cidade de Nova Iorque.[34]

## 1787
- 28 de fevereiro: A Universidade de Pittsburgh é fundada.[39]
- 25 de maio: Começa a abertura da Convenção Constituicional em Filadélfia, Pensilvânia até o dia 17 de setembro.[40]
- 13 de julho: O Congresso da Confederação aprova a Lei Noroeste, também conhecida como Ordenança do Noroeste (Northwest Ordinance), criando o Território do Noroeste.[41][42]
- 16 de julho: A Convenção Constitucional de Filadélfia adota o Compromisso de Connecticut (Connecticut Compromise), também conhecido como o Grande Compromisso.[42][43]
- 22 de agosto: John Fitch lança o primeiro barco a vapor no Rio Delaware.[44]
- 17 de setembro: A primeira Constituição dos Estados Unidos é aprovada pelos membros da Convenção Constitucional de Filadélfia, Pensilvânia.[42]
- 27 de outubro: O primeiro dos artigos O Federalista (Federalist Papers) é publicado nos jornais de Nova Iorque.[45][46][47]
- 7 de dezembro: O Delaware torna-se o primeiro estado norte-americano, após ter ratificado a Constituição americana.[46][48]
- 12 de dezembro: A Pensilvânia torna-se o segundo estado norte-americano, após ter ratificado a Constituição americana.[46][49]
- 18 de dezembro: Nova Jérsei torna-se o terceiro estado norte-americano, após ter ratificado a Constituição americana.[46][50]

## 1788
- 2 de janeiro: A Geórgia torna-se o quarto estado norte-americano, após ter ratificado a Constituição americana.[46][51]
- 9 de janeiro: O Connecticut torna-se o quinto estado norte-americano, após ter ratificado a Constituição americana.[46][52]
- 6 de fevereiro: Massachusetts torna-se o sexto estado norte-americano, após ter ratificado a Constituição americana.[53][54]
- 24 de março: Rhode Island rejeita a Constituição americana pelo voto direto.[21][54]
- 28 de abril: Maryland torna-se o sétimo estado norte-americano, após ter ratificado a Constituição americana.[54][55]
- 23 de maio: A Carolina do Sul torna-se o oitavo estado norte-americano, após ter ratificado a Constituição americana.[54][56]
- 21 de junho: Nova Hampshire torna-se o nono estado norte-americano, após ter ratificado a Constituição americana.[54][57]
- 25 de junho: A Virgínia torna-se o décimo estado norte-americano, após ter ratificado a Constituição americana.[54][58]
- 2 de julho: O Congresso da Confederação aceita a Constituição americana.[59]
- 26 de julho: Nova Iorque torna-se o décimo-primeiro estado norte-americano, após ter ratificado a Constituição americana.[59][60]
- 13 de setembro: O Congresso dos Estados Unidos escolhe a cidade de Nova Iorque como a capital do novo governo federal.[23]

## 1789
- 7 de janeiro: Ocorre a primeira eleição presidencial nos Estados Unidos.[61]
- 4 de fevereiro: George Washington é eleito o primeiro presidente dos Estados Unidos por unanimidade. John Adams é eleito o primeiro vice-presidente dos Estados Unidos, recebendo 34 votos pelo Colégio Eleitoral.[59][62]
- 4 de março: Entra em vigor a Constituição dos Estados Unidos, a partir de declaração do Congresso americano, na cidade de Nova Iorque.
- 1 de abril: A primeira sessão é realizada na Câmara dos Representantes dos Estados Unidos.[63]
- 21 de abril: John Adams toma posse como o primeiro vice-presidente dos Estados Unidos.[64][65]
- 30 de abril: George Washington toma posse na cidade de Nova Iorque, começando seu mandato como o primeiro presidente dos Estados Unidos.[66][67]
- 27 de julho: O Departamento de Assuntos Externos dos Estados Unidos (United States Department of Foreign Affairs) é criado pelo Congresso dos Estados Unidos.[68][69]
- 7 de agosto: O Departamento de Guerra dos Estados Unidos (United States Department of War) é criado pelo Congresso norte-americano.[67][70][71][72]
- 2 de setembro: O Departamento do Tesouro dos Estados Unidos (United States Department of the Treasury) é criado.[67]
- 24 de setembro: O Ato Judiciário de 1789 (Judiciary Act of 1789) é aprovado pelo Congresso dos Estados Unidos.[69][73]
- 24 de setembro: O primeiro Congresso dos Estados Unidos vota para pagar ao George Washington, um salário de 25 mil dólares por ano.[74][75]
- 25 de setembro: A Carta dos Direitos dos Estados Unidos (United States Bill of Rights) é criada.[69][76]
- 26 de setembro: Thomas Jefferson é nomeado o primeiro Secretário de Estado dos Estados Unidos.[77]
- 21 de novembro: A Carolina do Norte torna-se o 12º estado norte-americano, após ter ratificado a Constituição americana.[69][78]
- 26 de novembro: O Dia de Ação de Graças (Thanksgiving Day) é celebrado pela primeira vez como o feriado nacional dos Estados Unidos.[79]